# قوش عظیم
قوش عظیم، از روستاهای بخش مرکزی شهرستان سرخس در استان خراسان رضوی و در جنوب شهر سرخس و حاشیه غرب رودخانه تجن واقع شده‌است. مردم قوش عظیم از دو گروه سیستانی و بلوچ تشکیل شده‌اند. سیستانی‌ها شیعه و بلوچ‌ها تسنن می‌باشند
 اهالی این روستا کشاورز و دامدار هستند.
قدمت روستای قوش عظیم حدود ۱۱۰ سال می‌باشد.
بر اساس سرشماری سال ۱۳۸۵ جمعیت آن (۳۶۹ خانوار) ۱۷۳۱ نفر 
است.